# Макоше
Макоше (словен. Makoše) — поселення в общині Рибниця, регіон Південно-Східна Словенія, Словенія.